# Silent Circle
Cet article concerne le groupe musical. Pour l'entreprise de communication, voir Silent Circle (entreprise).
Silent Circle est un groupe allemand de new wave, originaire d'Allemagne de l'Ouest. Formé en 1985, le groupe est un trio, composé du chanteur Martin Tychsen (Jo Jo Tyson), du claviériste Axel Breitung et du batteur Jürgen Behrens (CC Behrens). Il se fait connaître en 1986 à travers la chanson Touch in the Night. Leur musique est cependant plus proche de l'Italo disco que de la new wave et ou la synthpop anglaise proprement dite. 

## Histoire
L'histoire de Silent Circle remonte à 1976, année où Axel Breitung et Martin Tychsen, alors en tournée dans le nord de l'Allemagne, sortent victorieux d'une compétition de jeunes talents. Breitung commence à écrire des chansons, notamment pour Isabel Varell et Wencke Myhre. Il rencontre ensuite Bernd Dietrich, qui devient plus tard l'éditeur et le coproducteur de Silent Circle. Le trio est formé au printemps 1985. Il se compose du chanteur Martin Tychsen (Jo Jo Tyson), du claviériste Axel Breitung et du batteur Jürgen Behrens. Le nom du groupe est choisi dans un studio de Hambourg en février de cette même année. Le premier single de Silent Circle, Hide Away – Man Is Comin'!, passe relativement inaperçu lors de sa parution. C'est avec son deuxième single, intitulé Touch in the Night, que le groupe connait véritablement le succès,. La chanson devient un tube en Allemagne au cours de l'année 1986. Touch in the Night remporte un franc succès dans les discothèques et passe en boucle à la radio cette année-ci. Après ce premier succès, le groupe sort son premier album, No. 1, duquel est tiré le single Stop the Rain et la ballade Love Is Just a Word. Par la suite, Harald Schaefer remplace Axel Breitung pour les représentations publiques. Ce dernier, fondateur et leader du groupe, se consacre alors entièrement à l'écriture et la production de nouvelles chansons.
En 1987, deux nouveaux singles sont créés par le groupe pour le label Teldec, Danger Danger et Oh, Don't Lose Your Heart Tonight. En 1990 le groupe sort un nouvel album, No. 2, qui contient 10 chansons, dont deux datant de l'année 1987, et deux remix d'anciennes chansons. En 1993, une compilation intitulée Best of Silent Circle sort, ne contenant que des remix, et de nouvelles versions de leurs anciennes chansons. En 1994, un nouvel album est sorti, intitulé Back, et contient 12 nouvelles chansons. Par la suite, le groupe fait une pause, avant de sortir un dernier album en 1998, intitulé Stories 'Bout Love, contenant 12 nouvelles chansons.
En 1999 et 2000, seuls deux singles sortent, Night Train et Need a Woman. En 2017, le groupe continue cependant de faire des représentations en Europe.

## Membres
- Martin Tychsen (alias Jo Jo Tyson) – chant
- Axel Breitung – clavier
- Jürgen Behrens (CC Behrens) – batterie

## Discographie

### Albums studio
| 1986                                                                               | No. 1                      | 58 | 28 |
| 1994                                                                               | Back                       | –  | –  |
| 1998                                                                               | Stories 'bout Love         | –  | –  |
| 2018                                                                               | Chapter Euro Dance         | –  | –  |
| 2018                                                                               | Chapter 80ies - Unreleased | –  | –  |
| 2018                                                                               | Chapter 80ies - Unreleased | –  | –  |
| « – » signifie que l'album ne s'est pas classé ou n'a pas été publié dans ce pays. |                            |    |    |

### Singles
| 1985                                                                                 | Hide Away – Man Is Comin'!          | –  | –  |
| 1985                                                                                 | Touch in the Night                  | 15 | 16 |
| 1986                                                                                 | Stop the Rain                       | 29 | –  |
| 1986                                                                                 | Love Is Just a Word                 | 43 | –  |
| 1986                                                                                 | Time for Love                       | –  | –  |
| 1987                                                                                 | Danger Danger                       | –  | –  |
| 1987                                                                                 | Oh, Don't Lose Your Heart Tonight   | –  | –  |
| 1987                                                                                 | Moonlight Affair                    | –  | –  |
| 1989                                                                                 | I Am Your Believer                  | –  | –  |
| 1989                                                                                 | What a Shame                        | –  | –  |
| 1993                                                                                 | 2night                              | –  | –  |
| 1994                                                                                 | Every Move, Every Touch             | –  | –  |
| 1996                                                                                 | Egyptian Eyes (single promotionnel) | –  | –  |
| 1998                                                                                 | Touch in the Night '98              | –  | –  |
| 1998                                                                                 | One More Night                      | –  | –  |
| 1999                                                                                 | Night Train                         | –  | –  |
| 2000                                                                                 | I Need a Woman                      | –  | –  |
| 2001                                                                                 | Moonlight Affair 2001 (feat. MMX)   | –  | –  |
| 2018                                                                                 | 2 Night                             | –  | –  |
| 2018                                                                                 | Every Move Every Touch              | –  | –  |
| 2020                                                                                 | 2020: My Star                       | –  | –  |
| « – » signifie que le single ne s'est pas classé ou n'a pas été publié dans ce pays. |                                     |    |    |